# Dmitrij Kurłuk
Dmitrij Nikołajewicz Kurłuk, Dmytro Mychajłowycz Kurłuk (ros. Дмитрий Николаевич Курлук, ukr. Дмитро Миколайович Курлук; ur. 18 października 1920 w Głuchowie w obwodzie sumskim, zm. 26 lipca 1944 k. Białegostoku) – radziecki żołnierz, kapitan, uhonorowany pośmiertnie tytułem Bohatera Związku Radzieckiego (1945).

## Życiorys
Urodził się w ukraińskiej rodzinie robotniczej. Do 1938 skończył 9 klas szkoły średniej w Głuchowie.
Od 1939 służył w Armii Czerwonej, w 1941 ukończył rostowską wojskową szkołę piechoty, a w 1943 kursy „Wystrieł”. Od sierpnia 1943 uczestniczył w walce z Niemcami, w 1943 został członkiem partii komunistycznej, latem 1944 brał udział w operacji białoruskiej jako dowódca 2. batalionu 1018. pułku strzelców w 269 Dywizji Strzeleckiej w 3. Armii w ramach 1 Frontu Białoruskiego, w stopniu kapitana. Od 23 do 30 czerwca 1944 w walkach w rejonie Rohaczowa wraz z dowodzonym przez siebie batalionem zdobył 41 dział, 97 karabinów maszynowych, 78 samochodów i wziął do niewoli 320 żołnierzy niemieckich.
Zginął w walce w rejonie Białegostoku, został pochowany w Grabówce k. Białegostoku. Jego imieniem nazwano ulicę w Głuchowie.

## Odznaczenia
- Złota Gwiazda Bohatera Związku Radzieckiego (pośmiertnie, 24 marca 1945)
- Order Lenina (pośmiertnie, 24 marca 1945)
- Order Czerwonego Sztandaru
- Order Wojny Ojczyźnianej II klasy
- Order Czerwonej Gwiazdy